# Замок Феррикарриг
Замок Феррикарриг (англ. Ferrycarrig Castle) — один из замков Ирландии, расположенный в графстве Уэксфорд.

## История
В пятницу 1 мая 1169 армия англо-норманнских феодалов высадилась в городе Банноу. Армию возглавлял феодал Роберт Фиц-Стефан. Англо-нормандское войско взяло город в осаду, и был капитулирован. После этого Роберт Фиц-Стефан установил полный контроль над городом, начал строительство замка Феррикариг. Этот замок считается первым замком, который построили Норманнские феодалы в Ирландии. Задача гарнизона замка было контролировать долину реки Слейн. Замок, построенный в 1169 году затем был разрушен. В XV веке был построен новый замок Феррикарриг.
У замка Феррикарриг имеется круглая башня, построенная как копия древних ирландских круглых башен. Это памятник ирландцам, погибших во время Крымской войны. Башня построена в 1858 году.
В 1980-х годах были проведены раскопки замка Феррикарриг. Было обнаружено много артефактов XII—XIII веков: оружие, керамику, кости людей и животных, подковы, монеты. Было обнаружено, что вокруг замка был оборонительный ров, который был выдолблен в скале. Ров был шириной 7 метров и глубиной в 2 метра.
Нынешний замок Феррикариг был построен 1400 году аристократической семьей Рош. Потомки феодалов Рош до сих пор живут в графстве Вексфорд. Существующий ныне замок Феррикариг был построен для защиты владений и парома через реку Слейн от пиратов и ирландских повстанцев. Паром на реке Слейн был важным для этой местности до 1795 года, когда был построен мост через реку Слейн. Замок был построен для военных целей, а не для проживания феодалов. Замок имел пушки для ведения обороны, бойницы. Но в XVI веке появились новые модели пушек и пушки замка Феррикариг стали устаревшими. Во время восстания за независимость Ирландии 1641 года обладатели замка Феррикарриг — лорды Рош поддержали восстание. Оливер Кромвель жестоко подавил восстание, земли и замок Феррикариг были конфискованы у семьи Рош.
Замок построен на огромной каменной скалы, с него открывается великолепный вид на долину реки Слейн. Сейчас замок Феррикарриг является одним самых популярных Норманнских замков среди ирландских фотографов.